# The Great Southern Trendkill
A The Great Southern Trendkill az amerikai Pantera metalegyüttes nyolcadik stúdióalbuma, amely 1996. május 7-én jelent meg az EastWest Records kiadásában. A lemez a 4. helyig jutott a Billboard 200-as lemezeladási listán, ahol összesen 17 hetet töltött. A megjelenést követő évben az albumról a Suicide Note Pt. II dalt Grammy-díjra jelölték a Best Metal Performance kategóriában.
A zenekaron belüli feszültségek és személyes ellentétek miatt Phil Anselmo énekes Trent Reznor stúdiójában, New Orleansban, rögzítette a vokáltémákat, míg az együttes többi tagja Dimebag Darrell, Rex Brown és Vinnie Paul Texasban, a gitáros Dimebag új házistúdiójában dolgoztak. Az album a Pantera addigi legszélsőségesebb anyaga lett, az agresszív groove metal témák (The Great Southern Trendkill, Drag the Water, Suicide Note Pt. II) mellett nyomasztó hangulatú lassabb dalok is felbukkannak (10's, Suicide Note Pt. I, Floods). Anselmo énektémáit helyenként Seth Putnam, az Anal Cunt zenekar frontemberének üvöltései súlyosbítják tovább.
A The Great Southern Trendkill eladásai másfél hónappal a megjelenés után haladták meg az 500.000 példányt, és lett aranylemez az album az USA-ban. A platina státuszt (1 millió eladott példány) jóval később, 2004-ben érte el. A lemezbemutató turnén rögzített koncertek felvételeiből állt össze az 1997-ben kiadott Official Live: 101 Proof élő album.
Az album eredeti kiadásának huszadik évfordulóján, 2016. októberében, megjelent a The Great Southern Trendkill remaszterelt változata. A bővített kiadás tartalmazott egy bónusz CD-t, melyen alternatív dalváltozatok, instrumentális verziók és az 1998-as Dynamo fesztiválon készült koncertfelvételek A bónusz CD anyaga (leszámítva a két Suicide Note Pt. I tételt) önállóan is megjelent hanglemezen, LP formátumban, The Great Southern Outtakes címmel.

## Az album dalai
Az összes szám szerzője Pantera. 
| 1.    | The Great Southern Trendkill     | 3:47 |
| 2.    | War Nerve                        | 4:53 |
| 3.    | Drag the Waters                  | 4:55 |
| 4.    | 10's                             | 4:49 |
| 5.    | 13 Steps to Nowhere              | 3:37 |
| 6.    | Suicide Note Pt. I               | 4:44 |
| 7.    | Suicide Note Pt. II              | 4:19 |
| 8.    | Living Through Me (Hells' Wrath) | 4:50 |
| 9.    | Floods                           | 6:59 |
| 10.   | The Underground in America       | 4:33 |
| 11.   | (Reprise) Sandblasted Skin       | 5:39 |
| 53:05 |                                  |      |

| 20th Anniversary Edition Bonus Disc | 20th Anniversary Edition Bonus Disc                        | 20th Anniversary Edition Bonus Disc | 20th Anniversary Edition Bonus Disc | 20th Anniversary Edition Bonus Disc | 20th Anniversary Edition Bonus Disc | 20th Anniversary Edition Bonus Disc | 20th Anniversary Edition Bonus Disc | 20th Anniversary Edition Bonus Disc | 20th Anniversary Edition Bonus Disc |
| #                                   | Cím                                                        | Hossz                               |                                     |                                     |                                     |                                     |                                     |                                     |                                     |
| ----------------------------------- | ---------------------------------------------------------- | ----------------------------------- | ----------------------------------- | ----------------------------------- | ----------------------------------- | ----------------------------------- | ----------------------------------- | ----------------------------------- | ----------------------------------- |
| 1.                                  | The Great Southern Trendkill (2016 Mix)                    | 4:07                                |                                     |                                     |                                     |                                     |                                     |                                     |                                     |
| 2.                                  | War Nerve (Live at Dynamo Festival, 1998)                  | 5:21                                |                                     |                                     |                                     |                                     |                                     |                                     |                                     |
| 3.                                  | Drag the Waters (Alternative Early Mix)                    | 5:00                                |                                     |                                     |                                     |                                     |                                     |                                     |                                     |
| 4.                                  | 10's (Alternative Early Mix)                               | 4:53                                |                                     |                                     |                                     |                                     |                                     |                                     |                                     |
| 5.                                  | 13 Steps to Nowhere (Instrumental version)                 | 3:40                                |                                     |                                     |                                     |                                     |                                     |                                     |                                     |
| 6.                                  | Suicide Note Pt. I (Intro)                                 | 1:13                                |                                     |                                     |                                     |                                     |                                     |                                     |                                     |
| 7.                                  | Suicide Note Pt. I (Alternative Early Mix)                 | 3:53                                |                                     |                                     |                                     |                                     |                                     |                                     |                                     |
| 8.                                  | Suicide Note Pt. II (Live at Dynamo Festival, 1998)        | 4:48                                |                                     |                                     |                                     |                                     |                                     |                                     |                                     |
| 9.                                  | Living Through Me (Hells' Wrath) (Instrumental Version)    | 4:54                                |                                     |                                     |                                     |                                     |                                     |                                     |                                     |
| 10.                                 | Floods (Alternative Early Mix)                             | 7:19                                |                                     |                                     |                                     |                                     |                                     |                                     |                                     |
| 11.                                 | The Underground in America (Alternative Early Mix)         | 3:56                                |                                     |                                     |                                     |                                     |                                     |                                     |                                     |
| 12.                                 | (Reprise) Sandblasted Skin (Live at Dynamo Festival, 1998) | 4:34                                |                                     |                                     |                                     |                                     |                                     |                                     |                                     |
| 53:38                               |                                                            |                                     |                                     |                                     |                                     |                                     |                                     |                                     |                                     |

## Közreműködők
Pantera
- Phil Anselmo – ének
- Diamond Darrell –  szólógitár, ritmusgitár, akusztikus gitár
- Rex Brown – basszusgitár
- Vinnie Paul – dobok

Vendégek
- Seth Putnam – ének ("The Great Southern Trendkill", "War Nerve", "13 Steps to Nowhere", és "Suicide Note Pt. II")
- Ross Karpelman – billentyűk ("Suicide Note Pt. I" és "Living Through Me (Hells' Wrath)")

Produkció
- Terry Date – producer, hangmérnök, keverés
- Vinnie Paul – producer, hangmérnök, keverés
- Ulrich Wild – társhangmérnök

## Listás helyezések
| Lista (1996)                    | Legjobb helyezés |
| ------------------------------- | ---------------- |
| Australian Albums Chart         | 2                |
| Austrian Albums Chart           | 14               |
| Belgian Albums Chart (Flanders) | 22               |
| Belgian Albums Chart (Wallonia) | 19               |
| Danish Albums (Hitlisten)       | 14               |
| Dutch Albums Chart              | 61               |
| Finnish Albums Chart            | 4                |
| German Albums Chart             | 33               |
| New Zealand Albums Chart        | 15               |
| Norwegian Albums Chart          | 14               |
| Swedish Albums Chart            | 7                |
| Swiss Albums Chart              | 37               |
| UK Album Chart                  | 17               |
| US Billboard 200                | 4                |